# Usogui
Usogui (嘘喰い? lett. "Il mangiatore di bugie") è un manga seinen scritto e disegnato da Toshio Sako e serializzato sulla rivista Weekly Young Jump della Shūeisha a partire dal 2006. Al 2017 la serie conta 49 volumi tankōbon.
La serie segue le vicende di Baku Madarame, detto "The Lie Eater", giocatore d'azzardo che scommette su imprese assurde e pericolosissime.
Dalla serie è stato tratto un OAV, diretto da Tomizawa Kazuo e prodotto dalla Shūeisha. L'OAV è stato pubblicato in Giappone il 19 ottobre 2012, allegato al ventiseiesimo volume del manga.

## Personaggi e doppiatori
- Anri Katsu: Baku "Usogui" Madarame
- Hiroshi Matsumoto: Ikki Sadakuni
- Daichi Kanbara: Takaomi Kaji
- Hideaki Nonaka: Hikoichi Yakō